# Paul Bachmann
Pour les articles homonymes, voir Bachmann.

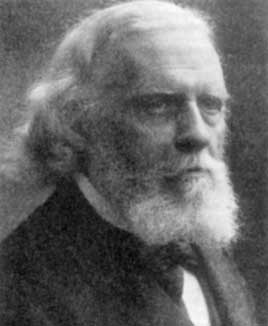
paul Bachmann vers 1910.

Paul Bachmann (22 juin 1837 – 31 mars 1920) est un mathématicien allemand.
Il fait ses études à Berlin.
Bachmann est à l'origine du symbole grand O (utilisé en informatique plus tard) pour désigner la complexité d'un algorithme. (voir  La famille de notations de Landau O, o, Ω, ω, Θ, ~)
À notre époque, les diagrammes de Bachmann servent à représenter les relations dans une base de données relationnelle (ou dans les anciennes bases de données hiérarchiques).

## Diagrammes de Bachmann
C'est une méthode utilisée (en informatique) pour analyser les relations entre des entités (relationnelles et hiérarchiques - par exemple les entités intervenant dans la conception d'une base de données relationnelle)
On distingue la relation entre entité (1 - 1) et la relation hiérarchique (1 à plusieurs) et enfin la relation entre (2 entités) plusieurs à plusieurs (M à N) faisant intervenir plusieurs relations 1 à N.
Celle-ci sera représentée en définitive par 3 entités.
Les deux ellipses (représentant les entités à relier entre elles par la relation M à N), se relient au travers de 2 relations 1 à N avec une troisième entité. 
On note dans chaque ellipse le nom de l'entité.
Pour schématiser dans un diagramme une entité reliée à une autre par la relation 1 à N, on relie les deux entités par un trait.
Sur un des bouts du trait d'une deux entités, on note un demi cercle schématisant "un C comme une fourchette",
de sorte que l'entité n'ayant pas à son bout de trait "de fourchette" représente l'entité intervenant à un moment T qu'une seule fois pour chaque instance de l'entité "fourchette". (cf. les cardinalités 1 du côté de l'association dans la méthode d'analyse 'Entité-Associations' Merise) 
Ainsi on voit souvent apparaître dans des analyses de diagrammes de Bachmann, des entités cachées qui ne sont pas triviales.

## Ouvrages
- 1894 Analytische Zahlentheorie, théorie analytique des nombres
- 1872 Die Lehre von der Kreistheilung und ihre Beziehungen zur Zahlentheorie, Teubner, Leipzig, 1872
- 1902 - 1010 Niedere Zahlentheorie, en deux tomes, sur la théorie des nombres
- 1919 Das Fermat-Problem in seiner bisherigen Entwicklung, un travail sur le dernier théorème de Fermat.